# SERM
SERM або управління репутацією у пошукових системах (англ. Search engine reputation management.) — термін для позначення управління зв'язків з громадськістю (PR) за допомогою оптимізації пошукових систем (SEO). SERM дозволяє змістити негативні матеріали вниз пошукової видачі за допомогою розміщення на високих позиціях у видачі пошуковика позитивних та нейтральних публікацій.

## Опис
SERM має на меті не лише понизити у пошуковій видачі небажані вебсайти, але і вигідно та ефективно представити бренд у результатах пошуку. Зокрема, SERM передбачає розміщення на першій сторінці пошукової видачі якомога більшої кількості матеріалів про бренд чи персону, якими він може керувати: офіційний вебсайт, сторінки соціальних мереж, сторінки із розміщенням вакансій, сторінка у вікіпедії, статті у ЗМІ, тощо.
Метою SERM є високе ранжування і індексація в пошукових системах всіх корпоративних комунікацій і прес-релізів. Результатом є збільшення загальної онлайн присутності на верхніх позиціях пошукової видачі за певним пошуковим запитом.

## Історія
Вперше термін SERM в інтернеті з'явився у невеликій статті «Understanding SERM» Джеймса Пегі, маркетолога з Арізони, що вийшла на вебсайті «All About Public Relations with Steven R. Van Hook» в кінці 2005 року.
У Twitter перша згадка SERM датується 2007 роком у матеріалах технічного консультанта Паскаля Ван Геке, а в Youtube того ж року у відеовиступі Йоста де Валка, відомого нідерландського SEO-фахівця та розробника популярного SEO-розширення для WordPress Yoast SEO.
За оцінками медіа-консультантів BIA/Kelsey, ринок управління онлайн-репутацією для дрібного і середнього бізнесу в США в 2015 році склав понад 5 мільярдів доларів.